# Emerson Laatzen
Emerson Laatzen ist ein Werk in Laatzen in Niedersachsen, das pneumatische Steuerungssysteme herstellt. Das Unternehmen hat eine langjährige Geschichte, in denen oft die Eigentümer und die Namen wechselten, so z. B. Wabco, Bosch Rexroth, Aventics und seit 2020 Emerson.

## Geschichte
Die Ursprünge liegen bei der Firma Westinghouse bzw. Wabco in Hannover-Linden, dem heutigen ZF Wabco Hannover. Dabei handelt es sich um den führenden Hersteller von elektronischen Bremssystemen für LKWs und Busse. 1971 wurde für den Pneumatikbereich der Westinghouse GmbH ein eigenes Werk im Bartweg in Hannover-Linden gebaut. Viele nannten den Betrieb damals Wabco 2. Im Jahr 1979 wurde er als eigenständige Tochtergesellschaft mit dem Namen Wabco Steuerungstechnik GmbH Co. KG ausgegliedert und ein eigener Betriebsrat gewählt. 1989 verkaufte Wabco die Gesellschaft an die Mannesmann-Rexroth GmbH, später Rexroth Mecman GmbH. 2001 kam der Betrieb zum Bosch Konzern und hieß Bosch-Rexroth-Pneumatics GmbH.
Im Jahr 2003 erfolgte der Umzug in das neue Werk in Laatzen. 2014 wurde der Betrieb an Aventics verkauft. 2019 übernahm Emerson den Aventics-Konzern. In allen Phasen bis heute war das Werk Mitglied im Verband der Metallindustriellen Niedersachsen und wendete die Flächentarifverträge der niedersächsischen Metallindustrie an. Die Belegschaft ist in hohem Maße in der IG Metall organisiert.

## Situation 2022
Im Juni 2020 plante Emerson 250 Arbeitsplätze abzubauen. Nach wochenlangen Konflikten gelang es dem Betriebsrat und der IG Metall, den Abbau auf 165 Stellen zu begrenzen. Durch freiwillige Aufhebungsverträge und Verträge zur Altersteilzeit sollten betriebsbedingte Kündigungen möglichst vermieden werden. Das Unternehmen verpflichtete sich, am Standort Laatzen umfangreiche Investitionen zu tätigen. In dem Vertrag  wurde geregelt, dass die zukünftige Personalstärke mindestens 430 betragen soll.